# Enhydrus
Enhydrus is een geslacht van kevers uit de familie schrijvertjes (Gyrinidae).
Het geslacht is voor het eerst wetenschappelijk beschreven in 1834 door Laporte de Castelnau.

## Soorten
Het geslacht omvat de volgende soorten:
- Enhydrus assimilis Clark, 1863
- Enhydrus atratus Régimbart, 1877
- Enhydrus grayii White, 1847
- Enhydrus latior Clark, 1863
- Enhydrus mirandus Ochs, 1955
- Enhydrus sulcatus (Dejean, 1821)
- Enhydrus tibialis Régimbart, 1877